# Palmas del Socorro (ort)
Palmas del Socorro är en ort i Colombia.   Den ligger i departementet Santander, i den centrala delen av landet, 220 km norr om huvudstaden Bogotá. Palmas del Socorro ligger 1 164 meter över havet och antalet invånare är 657.
Terrängen runt Palmas del Socorro är huvudsakligen kuperad, men åt nordväst är den bergig. Runt Palmas del Socorro är det ganska tätbefolkat, med 54 invånare per kvadratkilometer. Närmaste större samhälle är Socorro, 7,4 km norr om Palmas del Socorro. Omgivningarna runt Palmas del Socorro är en mosaik av jordbruksmark och naturlig växtlighet.